# I successi (Luciano Rossi)
I successi è l'ottavo album del cantante Luciano Rossi, è un'antologia pubblicata nel 1983 dalla Ariston.

## Tracce

### Lato A
1. Ammazzate oh! (Rossi)
2. Bella (Rossi)
3. Se mi lasci non vale (Rossi/Belfiore)
4. Se per caso domani (Rossi)
5. La mano (Rossi)
6. Bambola (Rossi)

### Lato B
1. Senza parole (Rossi)
2. Semo sempre de più (Rossi)
3. Pensandoci bene (Rossi)
4. Braccia al cielo (Rossi)
5. Voglio un amante (Rossi)
6. Per i bambini si chiamano zio (Rossi)